# G5 AL et ex-Prusse
Les locomotives à vapeur G5 ne constituent pas à proprement parler une série homogène mais forment un groupe comportant des variantes bien identifiées. Ces machines ont été élaborées pour les chemins de fer du royaume de Prusse (KPEV) sur la base des G4.

## Genèse
L'augmentation de la puissance de la chaudière a amené une augmentation du poids des machines qui a été compensée par l'adjonction d'un bissel à l'avant. Ces locomotives ont été construites à 1700 exemplaires de 1892 jusque 1912. On distingue les séries suivantes :
- G5.1 : premières locomotives « Mogul » pour service marchandises construites en Europe. Elles avaient un moteur à deux cylindres et simple expansion, sans surchauffe. 268 exemplaires ont été construits entre 1892 et 1902 pour les KPEV. L'essieu porteur n'était pas traité en bogie-bissel mais avait un déplacement latéral et une suspension conjuguée avec le premier essieu moteur. Les G5.1 construites avant 1896 avaient un timbre de 10 atm contre 12 pour les suivantes[1].

- G5.2 : locomotives compound à deux cylindres (cylindre BP côté gauche) avec tiroirs et distribution intérieurs de type « Allan », l'essieu porteur était traité en bogie-bissel de type « Adams »[2]. Très économes en charbon, très robustes et surtout d'un entretien relativement aisé, elles furent construites entre 1895 et 1901 à 499 exemplaires pour les KPEV et entre 1900 et 1908 à 217 exemplaires pour les chemins de fer impériaux d'Alsace-Lorraine (EL)[2]. Elles y constituaient d'ailleurs la série la plus importante.

- G5.3 : locomotives identiques aux G5.4 mais à simple expansion. Elles ont été construites entre 1903 et 1906 à 490 exemplaires. L'essieu porteur était traité en bogie-bissel de type « Krauss ».

- G5.4 et G5.5 : ces locomotives compound possédaient une distribution extérieure « Heusinger » et elles étaient équipées d'un bogie-bissel de type « Krauss » pour les G5.5 ou d'un essieu ayant un déplacement latéral ayant une suspension conjuguée avec le premier essieu moteur pour les G5.4. Les cylindres étaient agrandis, la chaudière disposée plus haut et l’empattement des roues motrices était légèrement plus court. Les G5.5 étaient une petite série construite avec un bogie-bissel « Adams ». 758 exemplaires (séries G5.4 et G5.5 confondues) ont été construits entre 1901 et 1910 pour les KPEV et trois machines (de type G5.5) ont été construites en 1912 pour les chemins de fer impériaux d'Alsace-Lorraine (EL).

## En Allemagne
Vers la fin des années 1880, la vitesse maximale des trains de marchandises en Prusse était de 45km/h mais ne dépassait généralement pas 30km/h car les locomotives série G3 et G4 étaient arrivées à la limite de leurs capacités.
Pour augmenter la vitesse et le tonnage des trains, le constructeur Stettiner Maschinenbau AG Vulcan proposa un prototype de locomotive basé sur les G4 mais avec une chaudière et un foyer élargi ainsi qu’un bissel avant permettant une vitesse maximum de 65km/h. Ce nouveau modèle fit immédiatement la preuve de ses performances et parvenait à grimper une rampe de 2‰ en remorquant 1000 tonnes à 30km/h, soit un effort de traction 50% plus grand que celui des G4 malgré une puissance à peine supérieure. Leur vitesse maximale élevée et l’installation du frein à air comprimé leur permettait également de tracter des trains de messageries et des trains de voyageurs.
Malgré la création des G7 à quatre essieux moteurs, qui leur ravirent les trains les plus lourds et les services sur fortes rampes, les G5 auront droit à plusieurs versions améliorées. En revanche, les G7 prirent le relai des G5 qui devaient circuler en double-traction sur les lignes accidentées lorsque la charge à remorquer était importante. La carrière des G5 se fera surtout sur les lignes de plaine à partir de la fin des années 1890.
La G5.2, deux cylindres compound fit un excellent service. Il fut envisagé de les utiliser sur des trains de voyageurs semi-directs mais leurs performances limitées conduiront à la mise au point des P6 : des mogul à surchauffe et à roues plus grandes. En revanche, sur le service des marchandises, elles manquaient légèrement d’adhérence et de puissance au démarrage ce qui conduisit à les utiliser en majorité sur les trains à longue distance.
Un autre défaut des G5.1 et G5.2 était leur inscription malaisée dans les courbes serrées et, à grande vitesse, leur propension à endommager la voie.
C’est pour résoudre ces problèmes que furent construites des locomotives améliorées basées sur les G5.1 et G5.2, : les G5.3, G5.4. Leur bogie-bissel Krauss-Helmoltz leur permettait une plus grande stabilité à haute vitesse et une meilleure inscription en courbe tandis que l’empattement plus court des roues motrices et des modifications du jeu latéral des essieux et des boudins de roues contribuaient également à son bon comportement sur les courbes et appareils de voie. Elles étaient avant-tout destinée aux marchandises rapides. Elles tirèrent également quelques trains de voyageurs.
Elles pouvaient remorquer 750 tonnes à 50km/h en palier, 470 tonnes à 35km/h sur une rampe de 5‰ et 375 tonnes à 25km/h sur une rampe de 10‰.

### Première guerre mondiale
Un grand nombre de G5 seront utilisées sur le front de l’est durant la Première Guerre mondiale où leur faible poids par essieu et leur capacité à remorquer des trains de voyageurs était appréciée.

### Fin de carrière
Les conséquences de la Première Guerre mondiale ont bouleversé la répartition géographique et numérique de ces séries : de nombreuses machines du réseau impérial d'Alsace-Lorraine ont été perdues en Allemagne et ont pu être récupérées par les KPEV, voire incorporées dans les effectifs de la Deutsche Reichsbahn (DRG) dans la série 54 avec leur cousines. D'autre part, la commission d'armistice préleva un certain nombre de machines des KPEV pour les attribuer à des réseaux des pays vainqueurs de l'Allemagne et certaines machines furent incorporées directement au réseau ferroviaire d'Alsace-Lorraine (AL) car récupérées sur le territoire et considérées comme prises de guerre.
Dans les années 1920, 22 G5.4 allemandes ont été dotées de la surchauffe
Les locomotives restantes furent en partie immatriculées à la DRG tandis que les autres furent mises hors service. Le grand nombre de locomotives plus modernes et le déclin du trafic entraîna assez rapidement davantage de réformes dans les rangs des G5.
- les dernières G5.1 furent radiées en 1929
- les G5.2 disparaissent en 1931
- la série des G5.3 était déjà éteinte en 1930
- seules quelques G5.4, surtout celles munies de la surchauffe, et quelques G5.5 étaient encore en service en 1939

À la fin de la seconde guerre mondiale, quelques G5.4 et G5.5 encore en bon état seront conservées un temps. La dernière G5.4 à vapeur saturée fut radiée en 1948 tandis que les autres seront mises hors-service en 1951.

## En France

### Les G5 en Alsace-Lorraine
Avec 218 exemplaires, les G5 ont constitué l'essentiel du parc des machines destinées au service marchandises sur le réseau de l'EL, en prenant la suite de la cavalerie de 030, avant d'être détrônées par les G7.1 et G7.2 et surtout les G8.1, arrivées sur l'EL dès 1913. Leur charge par essieu relativement faible leur permettait de circuler sur les voies faiblement armées de ce réseau. Grâce à cela, elles ont également pu y assurer des dessertes voyageurs, même si le faible diamètre de leurs roues motrices les handicapaient. Malgré l'arrêt de la production des G5.2 ailleurs en Allemagne dès 1901, les chemins de fer d'Alsace-Lorraine en feront construire jusqu'en 1908 et ne s'intéresseront pas aux G5.3 et G5.4, commandant seulement trois G5.5.
Ce fut donc dans la remorque des trains de marchandises qu'elles excellèrent, notamment sur les lignes de Lorraine. Une G5 est victime d'une explosion de chaudière fatale à Herrlisheim-près-Colmar le 13 mai 1909. Après la création de la SNCF, l'ensemble des machines survivantes a été regroupé sous la même dénomination, 1-130C entre 62 et 273, et a continué à assurer un service régulier jusqu'en 1955, notamment sur les lignes à faible armement en service omnibus et marchandises mais également pour les trains de travaux. Pendant la Seconde Guerre mondiale, neuf machines furent perdues. Sept autres furent cédées aux chemins de fer luxembourgeois (CFL), constituant ainsi une partie de la série 36.

#### G5.1 3994 à 4000
Sept locomotives de type G5.1 prussiennes construites par les sociétés Borsig de Berlin-Tegel et Egerstorff de Linden entre 1890 et 1901 furent récupérées sur le territoire de l'AL. Elles furent versées rapidement au réseau ferroviaire de la Société royale grand-ducale des chemins de fer Guillaume-Luxembourg (GL), hormis la 3994 qui semble avoir disparu rapidement des effectifs de l'AL.

#### G5.2 4001 à 4215 et 4219 à 4240
La provenance de ces machines est très diverse et elles peuvent présenter des différences (le dôme vapeur des G5.2 ayant une calotte sphérique et pour toutes les autres il était à calotte plate, par exemple) et des caractéristiques différentes (notamment en ce qui concerne leurs poids).

##### Machines commandées directement par l'EL
- C29 702 à 711 et 751 à 762, puis G5.2 1401 à 1422 en 1906 et G5.2 4001 à 4022 en 1912 : construites en 1900 par l'EMBG de Graffenstaden et par les ateliers Borsig de Berlin-Tegel pour les 4 dernières
- C31 788 à 813, puis G5.2 1423 à 1448 et ensuite G5.2 4023 à 4048 : construites en 1901 par les ateliers Egerstorff de Linden pour les huit premières, les ateliers Henschel de Cassel pour les cinq suivantes, les ateliers Schwartzkopff de Berlin pour les 8 suivantes et les ateliers Schichau de Elbing pour les cinq dernières
- C32 898 à 975 et 1023 à 1112, puis G5.2 1449 à 1544 et ensuite G5.2 4049 à 4144 : construites en 1903 par les ateliers Schwartzkopff de Berlin pour les 21 premières, en 1904 par les ateliers Hartmann de Chemnitz pour les 5 suivantes, en 1905 par l'EMBG de Graffenstaden pour les 61 suivantes, en 1906 par les ateliers Hartmann de Chemnitz pour les 5 suivantes et en 1906 par l'EMBG de Graffenstaden pour les 4 dernières
- G5.2 1545 à 1615, puis 4145 à 4215 : construites en 1907 par les ateliers Schwartzkopff de Berlin pour les 9 premières, en 1908 par les ateliers Henschel de Cassel pour les 44 suivantes et les ateliers Humboldt (de) à Cologne-Kalk pour les 18 dernières machines de ce type.

Parmi ces 215 machines, 71 ont été perdues pendant la Première Guerre mondiale en Allemagne et en Europe Orientale et n'ont donc pas été récupérées par le réseau ferroviaire d'Alsace-Lorraine en 1919. Parmi celles-ci, celles qui survécurent eurent un avenir assez varié :
- une unité fut incorporée à la série P5 des Lietuvos Geležinkeliai (LG), chemins de fer de Lituanie[6],
- dix machines[7], bizarrement considérées comme allemandes, ont été attribuées par la commission d'armistice à la Pologne où elles rejoignirent les effectifs des Polskie Koleje Państwowe, chemins de fer de l'état polonais (PKP) et furent immatriculées dans la série Ti2 sous les numéros 60, 61, 64 à 70, 72 et 73 aux côtés des G5.2 d'origine prussienne. Elles furent récupérées pendant la Deuxième Guerre mondiale par la Deutsche Reichsbahn (DRG) et incorporées dans sa série 54 sous les numéros 54 708 à 54 717. Restituées pour la plupart à la Pologne en 1945, elles seront radiées au plus tard en 1955, parfois sans avoir roulé depuis plusieurs années[2].
- cinq locomotives[8] rejoignirent les effectifs du Großherzoglich Mecklenburgische Friedrich-Franz-Eisenbahn (MFFE), chemins de fer du Grand-duché du Mecklembourg Friedrich-Franz qui ne possédait pas encore de G5.2 et y formèrent la série G5.2 440 à 444. Numérotées par la suite 54 371, 372 et 54 379 à 381 par la DRG, elles furent radiées vers 1925.
- vingt-six machines furent incorporées parmi les G5.2 des chemins de fer du royaume de Prusse (KPEV). Les survivantes furent regroupées avec les machines du MFFE, et incorporées dans la série 54.2-3 de la DRG sous les numéros 54 324, 343, 344, 353, 368 à 386.

##### Machines d'origine prussienne
Pour compenser une partie de ces pertes, la commission d'armistice attribua au réseau ferroviaire d'Alsace-Lorraine (AL) 8 G5.2 d'origine prussienne mais construites par l'EMBG de Graffenstaden qui furent immatriculées 4219 à 4226 (les numéros 4216 à 4218 n'ont jamais été attribués) et l'AL incorpora directement quatorze machines, construites par les ateliers Henschel de Cassel et par les ateliers Humboldt (de) à Cologne-Kalk, récupérées sur le territoire et qui furent immatriculées 4227 à 4240. Elles avaient été construites entre 1896 et 1901.
En 1934, les ex-C29 étaient toutes réformées, les ex-C31 comptaient encore 13 machines, les ex-C32 97 machines et les ex-prussiennes étaient encore présentes avec 21 machines. En 1937, les ex-C31 ayant disparu, il subsistait encore 107 machines de ce type. En 1938 42 locomotives du type G5.2 furent incorporées sous les numéros 1-130 C 62 à 239 dans les effectifs de la SNCF. Les dernières ont été réformées en 1955.

#### G5.3 4241 à 4245
Les 5 locomotives de cette petite série avaient été construites en 1903 par la société Schichau. Elles ont été incorporées directement par l'AL car étant considérées comme prises de guerre. Aucune de ces machines n'a été reprise par la SNCF : Les n°4241 et 4242 ont rejoint les effectifs du réseau ferroviaire de la Société royale grand-ducale des chemins de fer Guillaume-Luxembourg (GL), les autres semblent avoir disparu avant 1934.

#### G5.4 4251 à 4267
Ces 17 machines avaient été construites entre 1902 et 1909 par les ateliers Schwartzkopff de Berlin pour les 3 premières et la société Vulcan Werke pour les 14 autres. Les 3 premières furent d'ailleurs attribuées par la commission d'armistice et les autres furent incorporées directement par l'AL. L'effectif était réduit à 10 unités en janvier 1937. Seules 3 locomotives furent incorporées par la SNCF sous les numéros 1-130 C entre 252 et 265.

#### G5.5 4271 à 4273
Ces 3 machines furent construites en 1912 par l'EMBG de Graffenstaden pour le compte des chemins de fer impériaux d'Alsace-Lorraine (EL). Elles ont toutes été conservées par le réseau ferroviaire d'Alsace-Lorraine (AL) en 1919. Seule la 4273 figurait aux effectifs de la compagnie en 1934 ; incorporée au parc moteur de la SNCF, elle y fut immatriculée sous le numéro 1-130 C 273.

### Les G5 du Paris - Orléans
76 G5 ont été attribuées à la Compagnie du chemin de fer de Paris à Orléans (27 G5.1[réf. souhaitée], 38 G5.2, dix G5.3 et une G5.4).
Les 18 G5.1 prises en effectif seront numérotées 1832-1849 construites entre 1899 et 1901, elles avaient été construites par G. Egerstorff (une seule), Henschel (3), Humboldt (3), Schichau (9) et les deux premières de la série, datant de 1894 et 1896, venaient des usines Schwartzkopff.
Les G5.2 portaient les numéros 1851-1852, 1963-1967 et 1969-2001 avant d'être regroupées dans la série 1963-2000. La 2000 avait la double particularité d'être dotée d'une pompe d'alimentation Knorr et d'être sortie d'usine en 1902 (EMBG Graffenstaden). Construites de 1896 à 1901, les autres provenaient des usines Schwartzkopff (20 exemplaires), Hanomag (16), Schichau (3) et Borsig (une seule).
Les six G5.3 conservées par le PO, datant de 1904 et 1906, provenaient pour moitié de Borsig et Humboldt. Elles prendront les numéros 1854-58 puis 1851-56. La G5.4 provenait de Henschel (1908) et a été numérotée 2002 puis 2001 dans les années 1930 après un changement de numérotation des G5.2 du PO.
63 des locomotives numérotées par le PO étaient encore à l'inventaire en 1934 (il manquait les 1832 et 33 vendues vers 1924).

## En Belgique
La commission d'armistice attribua des G5 de toutes les variantes à la Belgique :
- 28 G5.1  ;
- 40 G5.2 ;
- 24 G5.3[14] ;
- 102 G5.4 prussiennes et cinq issues du Mecklembourg[15] ;
- 5 G5.5[16].

La faible puissance et l'ancienneté de ces locomotives dont une partie sont des compounds leur vaut d'être affectées à des tâches secondaires, pour compenser la perte de locomotives belges durant la Première guerre ou remplacer des locomotives construites avant 1890. Elles ne sont néanmoins pas classées "hors-type" contrairement aux G3 et G4 prussiennes ou les machines bavaroises de disposition 130.
Un total de 33 G5.1 et 19 G5.2 ont été radiées avant 1924, ; les autres sont classées en 1925 dans le type 75 qui regroupe aussi les G5.3, dont 23 exemplaires sont radiés en 1926 vraisemblablement sans avoir porté les nouveaux numéros. Ces trois variantes de G5 avaient servi les dépôts d'Alost, Anvers (Nord et Sud), Baulers, Bertrix, Braine-le-Comte, Courtrai, Charleroi (Lodelinsart, Luttre et Monceau), Piéton, Tamines et Walcourt ; en 1925, celles encore actives réparties entre les remises d'Anvers-Nord, Anvers-Sud et Braine-le-Comte, ne servant plus qu'aux manœuvres à proximité de leur dépôt d'attache. En 1926, année de création de la SNCB, le type 75 compte 14 exemplaires (dix G5.1, quatre G5.2 et une G5.3) aux numéros discontinus entre 7507 et 7576, dont cinq sont radiées avant la fin de l'année. Les ultimes représentantes, cinq G5.1, trois G5.2 et la G5.3 sont radiées en 1929.
Les G5.4 et G5.5 dont aucune n'a été radiée jusque-là sont classées en 1925 dans le type 74, numéros 7400 à 7504 et reprises par la SNCB. La majorité de ces locomotives opère en Flandre Orientale et Occidentale (dépôts de Bruges, Eeklo, Ostende et Kortemark) surtout en trafic marchandises vers Gand, Torhout, Eeklo, Lichtervelde, Ypres, Tielt, Kortemark, Roulers, Zelzate et les villes de la côte, ainsi que des trains de voyageurs vers Nieuport jusqu'en 1928. Celles de Bruges sont remplacées en 1928 par des type 30 tandis que le dernier service de celles d'Ostende — la desserte des docks et du port de pêche — est repris en 1929 par des locomotives-tender du type 93. Courtrai utilise ses type 74 vers Mouscron, Audenarde, Roulers et Ypres jusqu'à leur radiation en 1927. Termonde reçoit un contingent de type 74 qui roulent vers Malines, Alost, Lokeren et Puurs avant d'être radiées en 1928. Hamont en utilise également une vers Budel et Neerpelt. Le dépôt de Muizen (Malines) leur confie les mêmes trains que les G7 des types 71 et 72 : les trains de marchandises entre le port d'Anvers et les triages de Muizen, Louvain et Schaerbeek. En Wallonie, Mariembourg utilise ses sept type 74 sur toutes les lignes de l'Entre-Sambre-et-Meuse, y compris vers Chimay, et tractent les trains de fret en direction de Charleroi jusqu'à l'arrivée de type 81 plus puissantes ; le même sort advient aux type 74 du dépôt d'Ans qui desservaient toutes les lignes et Charbonnages de la rive gauche de la Meuse, sauf la ligne 32 trop pentue. Celles de Braine-le-Comte, affectées aux trains de marchandises locaux, durent plus longtemps et la dernière est radiée en 1929. Les dernières G5 belges sont les type 74 du dépôt de Kortemark, finissant leur vie aux manœuvres et radiées en 1932.   

## En Pologne
La Pologne reçut de nombreuses G5 de toutes les variantes.

### Série Ti1
Cette série comportait 28 anciennes G5.1. La série resta complète jusqu’en 1936 et seules six étaient encore en service en 1939. Au moins trois de ces locomotives avaient reçu une carapace protectrice et avaient servi dans des trains blindés durant l’insurrection en Silésie de 1921. Trois machines furent capturées par les Allemands lors de l'invasion de la Pologne ; une seule fut restituée dans les années 1950 et immédiatement démolie. Les Soviétiques en auraient employé deux, remises en état car elles étaient hors-service avant l’invasion. Une de ces locomotives fut ensuite recapturée par les Allemands après 1941 puis à nouveau par les Soviétiques avant d’être radiée à une date inconnue.

### Série Ti2
Cette série comportait 74 anciennes G5.2 sur les 76 reçues par la Pologne. 31 autres furent radiées durant la seconde moitié des années 1930. Les Allemands en capturèrent une vingtaine, immatriculées 53 701 à 723 ; les Soviétiques récupérèrent 38 G5.2 y compris trois exemplaires radiés avant l'invasion et remises en service. Après 1941, 27 G5.2 capturées par les Soviétiques passèrent sous contrôle Allemand. Après la Guerre, sept ex Ti2 furent restituées à la Pologne et prises en effectif tandis que huit autres également rendues ne furent pas reprises en effectif et radiées dès 1946. La dernière Ti2 fut radiée en 1954. Cinq autres furent restituées, en mauvais état, par l'Allemagne de l'Est en 1955 après plusieurs années d'inutilisation et ont été envoyées à la ferraille.

### Série Ti3
17 G5.3 furent attribuées à la Pologne et un exemplaire fut radié avant la renumérotation de 1925 ; les autres furent classées dans la série Ti3. Dès 1918, deux ex-G5.3 ont été intégrés à des trains blindés utilisés contre les Bolchéviques. Ces locomotives de puissance modeste mais rapides et de fonctionnement simple convenaient bien aux trains blindés. À partir de 1926, douze Ti3 sont attribuées à l'armée et dix d'entre-elles reçoivent un blindage doté de postes de tir ; les quatre Ti3 restant en service ordinaire mais considérées comme réserve stratégique. Les trains blindés remorqués par les Ti3 furent détruits ou capturés par les envahisseurs allemands et soviétiques en 1939. Les Allemands prirent également en effectif deux Ti3 "civiles". Après la guerre, une seule Ti3 fut récupérée par les PKP et radiée en 1952. Une autre ex-Ti3 fut restituée par l'Allemagne de l'Est au milieu des années 1950 mais ne sera pas remise en service.

### Série Ti4
198 G5.4 d'origine prussienne furent attribuées à la Pologne, rejointes par une G5.4 lituanienne capturée par la Pologne ; deux exemplaires furent radiés avant la renumérotation de 1925. 11 autres furent radiées avant 1939. Quelques exemplaires furent utilisées dans des trains blindés avant d'être remplacées par d'autres modèles. En 1939, 85 furent capturées par les Allemands et 74 par les Soviètiques (dont 5 hors-service avant 1939). Les Allemands capturèrent 44 ex-Ti4 soviétiques. Une soixantaine de Ti4 fut récupérée par la Pologne au lendemain de la guerre et circula jusque dans les années 1950 ; dix ex-Ti4 restituées par l'Allemagne de l'Est en 1955-1956 furent immédiatement démolies. Plusieurs Ti4, après leur réforme par les PKP, fut revendue à des industries ou à des entreprises de travaux. La dernière ex-Ti4 fut utilisée par une sucrerie jusqu'en 1968 et fut malheureusement mise à la ferraille.

## Caractéristiques des G5
- Pression de la chaudière : 12 kg/cm2
- Diamètre des cylindres :
  - Machines simple expansion :
450 mm pour les G5.1 et 490 mm pour les G5.3
  - Machines compound :
Diamètre du cylindre HP : 480 mm pour les G5.2 et 500 mm pour les G5.4 et G5.5
Diamètre du cylindre BP : 680 mm pour les G5.2 et 750 mm pour les G5.4 et G5.5
- Diamètre des roues porteuses : 1 000 mm
- Diamètre des roues motrices : 1 350 mm
- Masse en ordre de marche : de 48,3 t à 55,6 t (selon les séries)
- Masse adhérente : de 39,9 t à 43,9 t (selon les séries)
- Longueur hors tout : de 9,805 m à 9,820 m (selon les séries)
- Vitesse maxi en service : 65 km/h

Complément technique concernant les G5.2:
surface de grille : 2,30 m2, course commune des pistons HP/BP : 0,630 m, poids à vide : 47,430 t, poids total en ordre de marche : 50,140 t, poids adhérent : 40,400 t.

## Tenders
Les tenders qui leur étaient accouplés étaient de trois types :
- soit des tenders à 3 essieux contenant 12 m3 d'eau et 5 t de charbon immatriculés 3994 à 4267 puis 1-12 B entre 81 et 265 pour 5 survivants
- soit des tenders à bogies à longerons extérieurs contenant 16 m3 d'eau et 5 t de charbon immatriculés 4049 à 4215 puis 1-16 A entre 49 et 215 pour 76 survivants
- soit des tenders toujours à bogies, mais de type « Diamond », contenant 16 m3 d'eau et 7 t de charbon immatriculés 4119 et 4271 puis 1-16 B 119 et 271

## Préservation
Aucune G5 n'a été préservée ; la majorité avait été radiée dans les années 1920-1930 et la plupart des survivantes avait disparu dans les années 1960.